# バナ・アルアベド
バナ・アルアベド（Bana al-Abed 、アラビア語: البنا العبد、2009年 - ）は、シリア人の女性である。シリアの都市アレッポに住んでいた幼少期に、英語が話せる母親の手を借りて街の様子を文書化し、Twitterで紹介していたとされる 。そのつぶやきのほとんどは空爆・破壊・恐怖・飢餓・移住、彼女とその家族の死の見通し、平和な幼少期を過ごす為の彼女の憧れ、東部アレッポのアル・バブ地区について、そして平和のための一般的な呼びかけなどの問題を伝えていた。
2016年12月19日頃、家族とともにシリアを脱出してトルコに移り住んだ。22日にはトルコの大統領レジェップ・タイイップ・エルドアンと面会している。